# Billets de banque tibétains

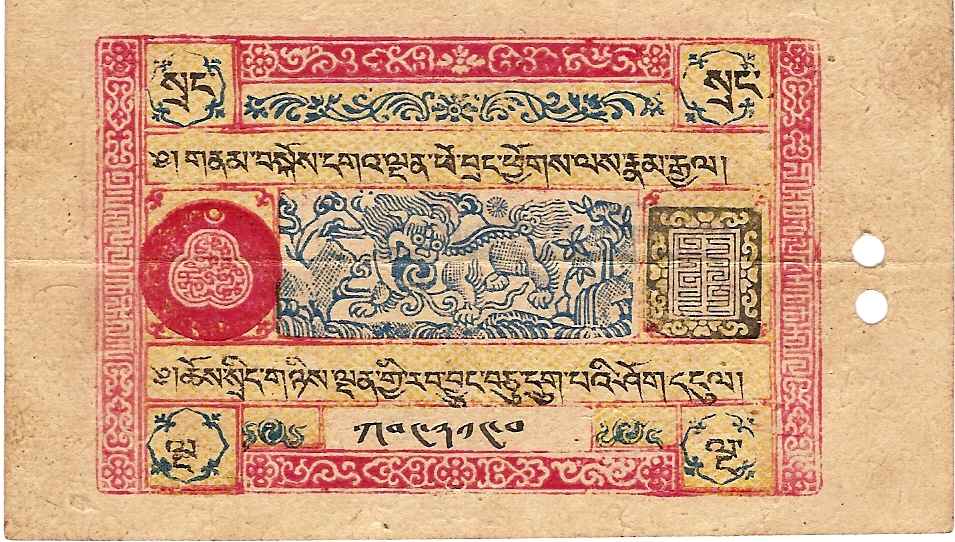
Un billet de banque tibétain de 5 srang (recto)

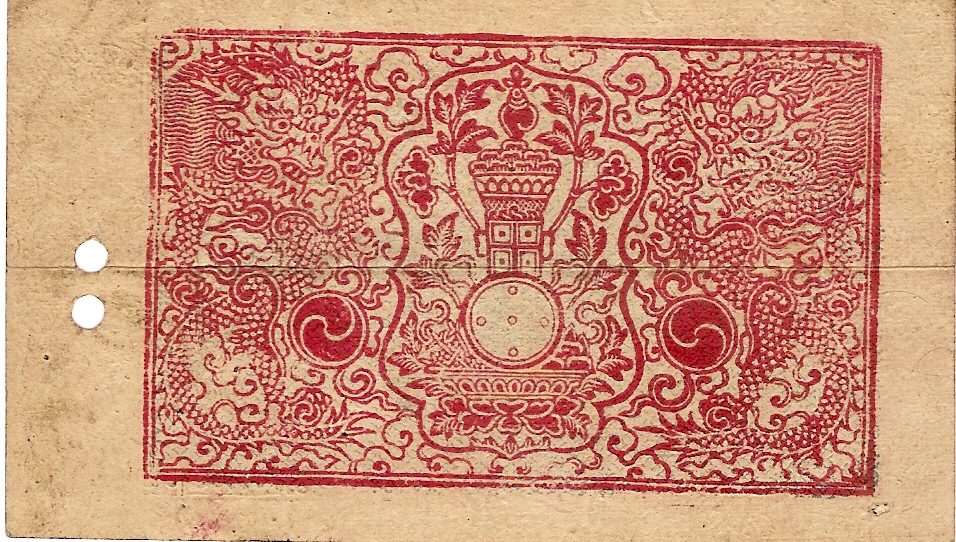
Un billet de banque tibétain de 5 srang (verso)

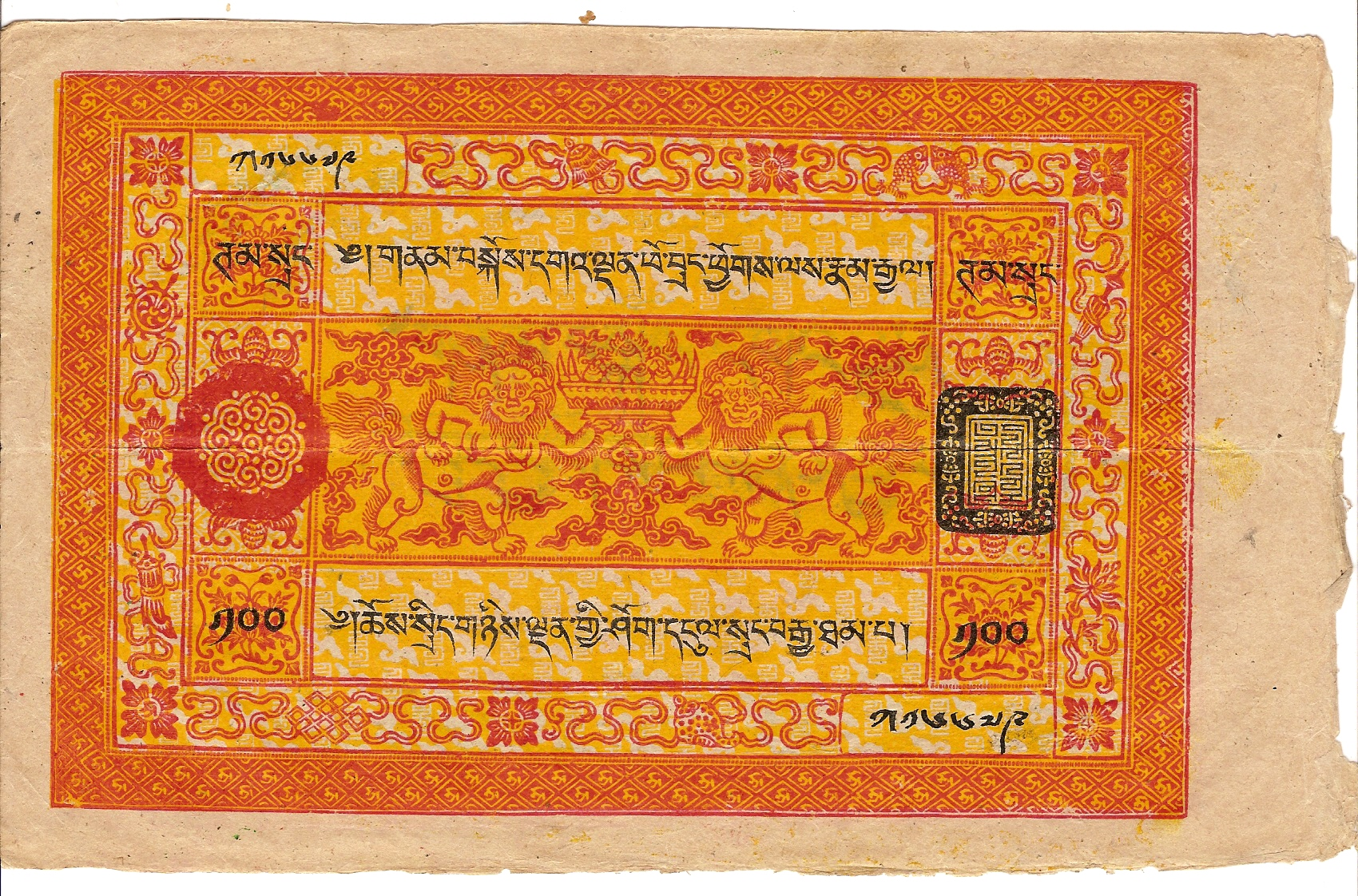
Un billet de banque tibétain de 100 tam srang (recto)

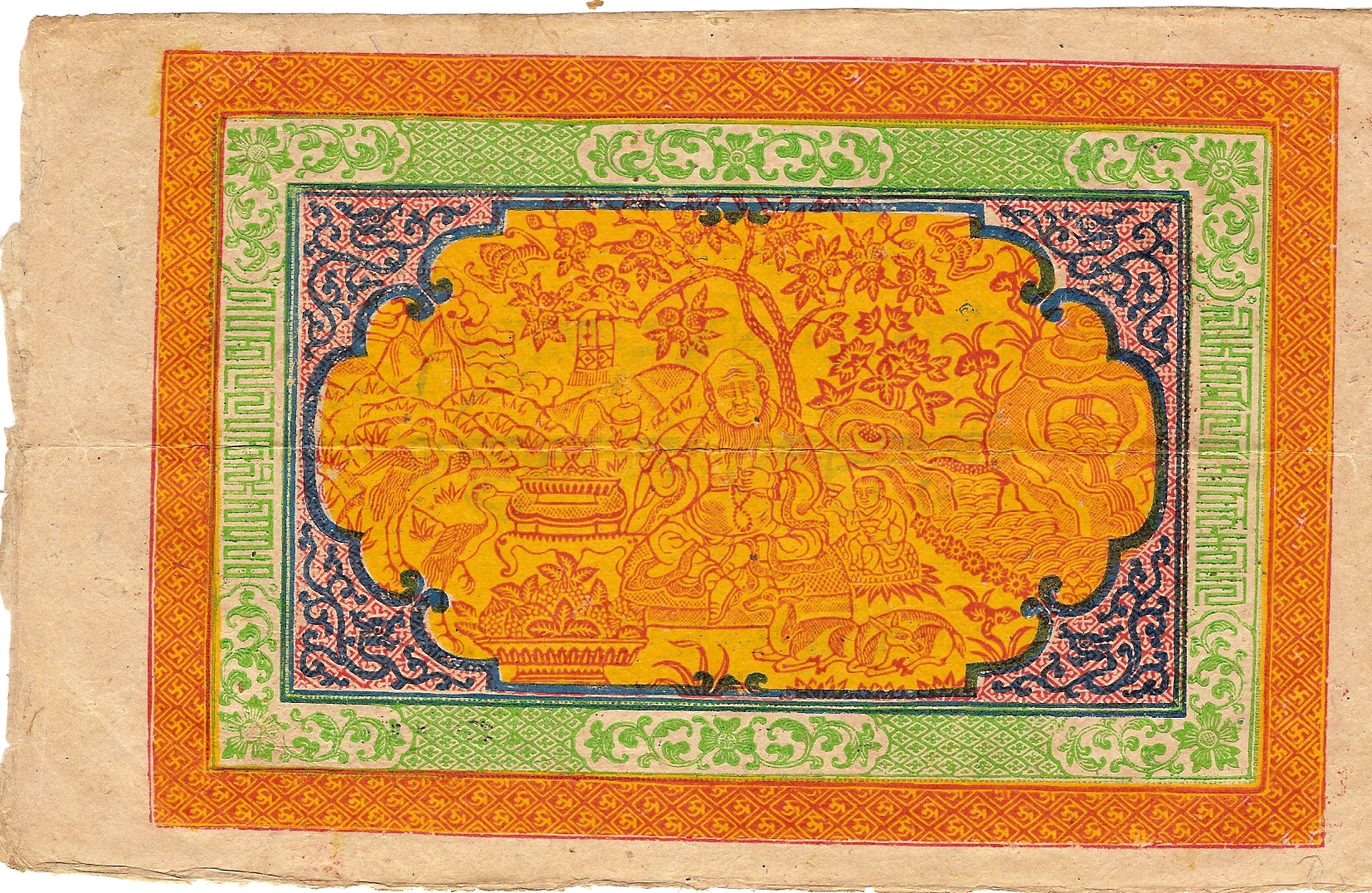
Un billet de banque tibétain de 100 tam srang (verso)

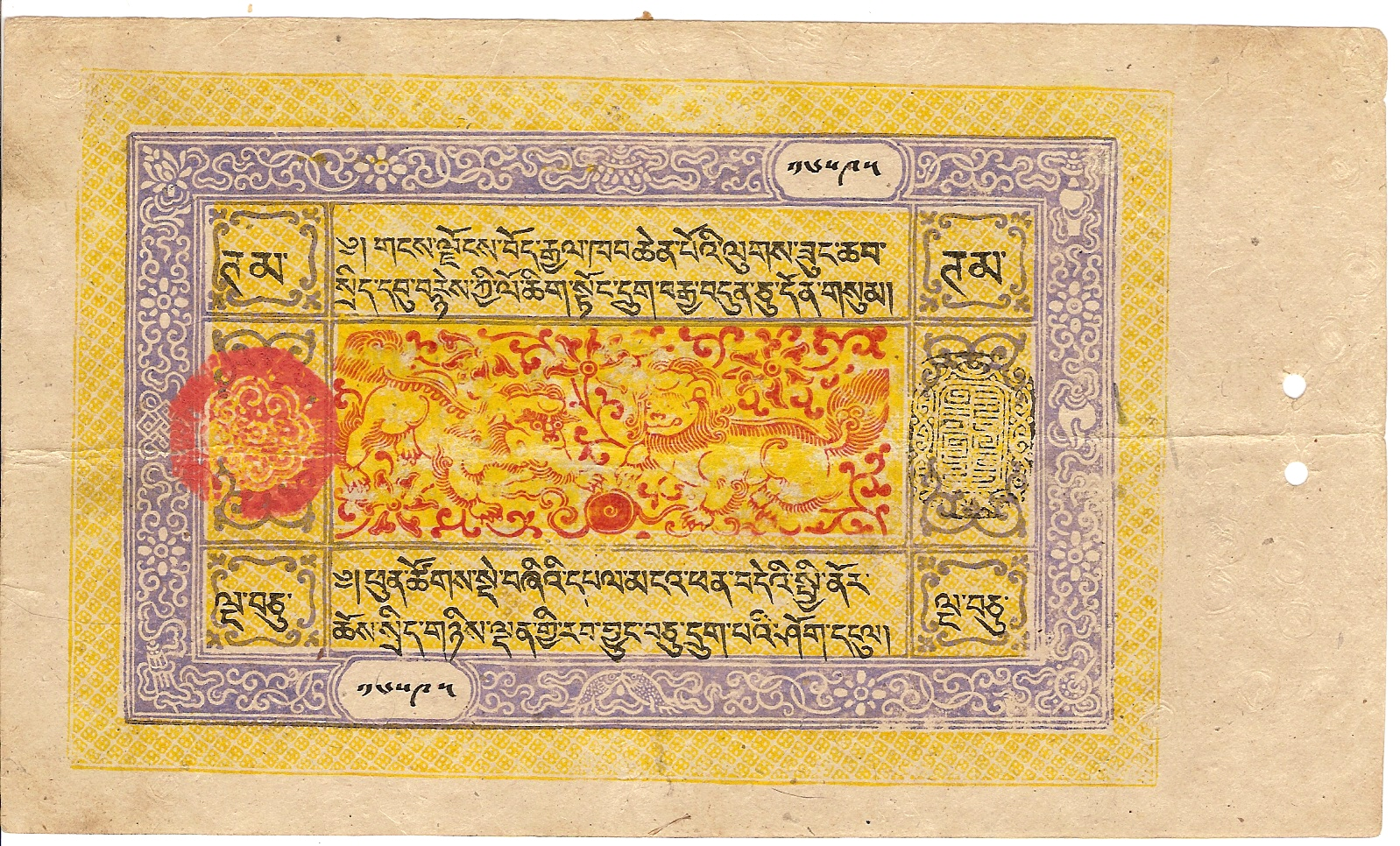
Un billet de banque tibétain de 50 tam. Daté année tibétaine 1673 = A.D. 1927

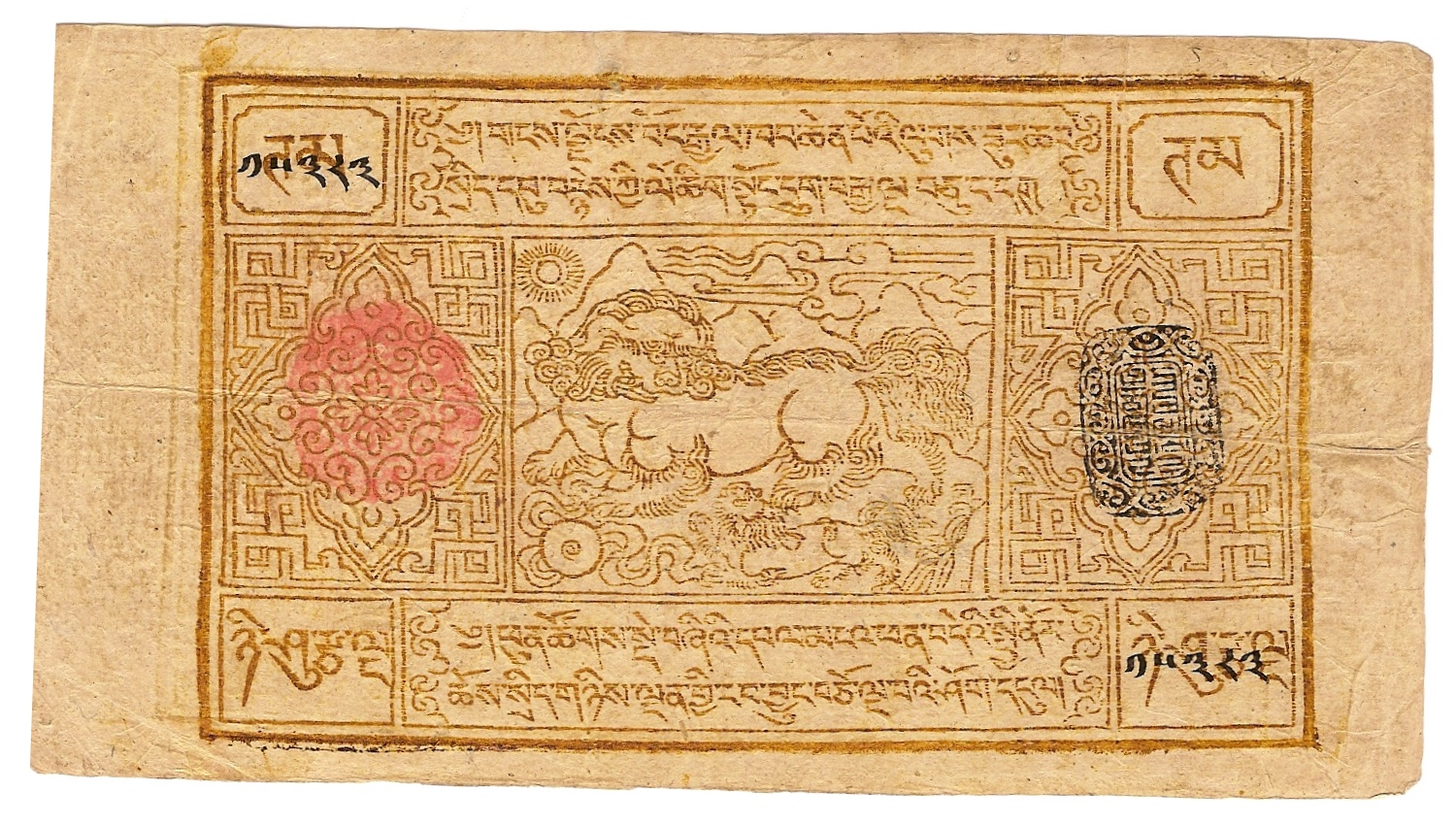
Un billet de banque de 25 tam, daté 1659 (= AD 1913) (recto)

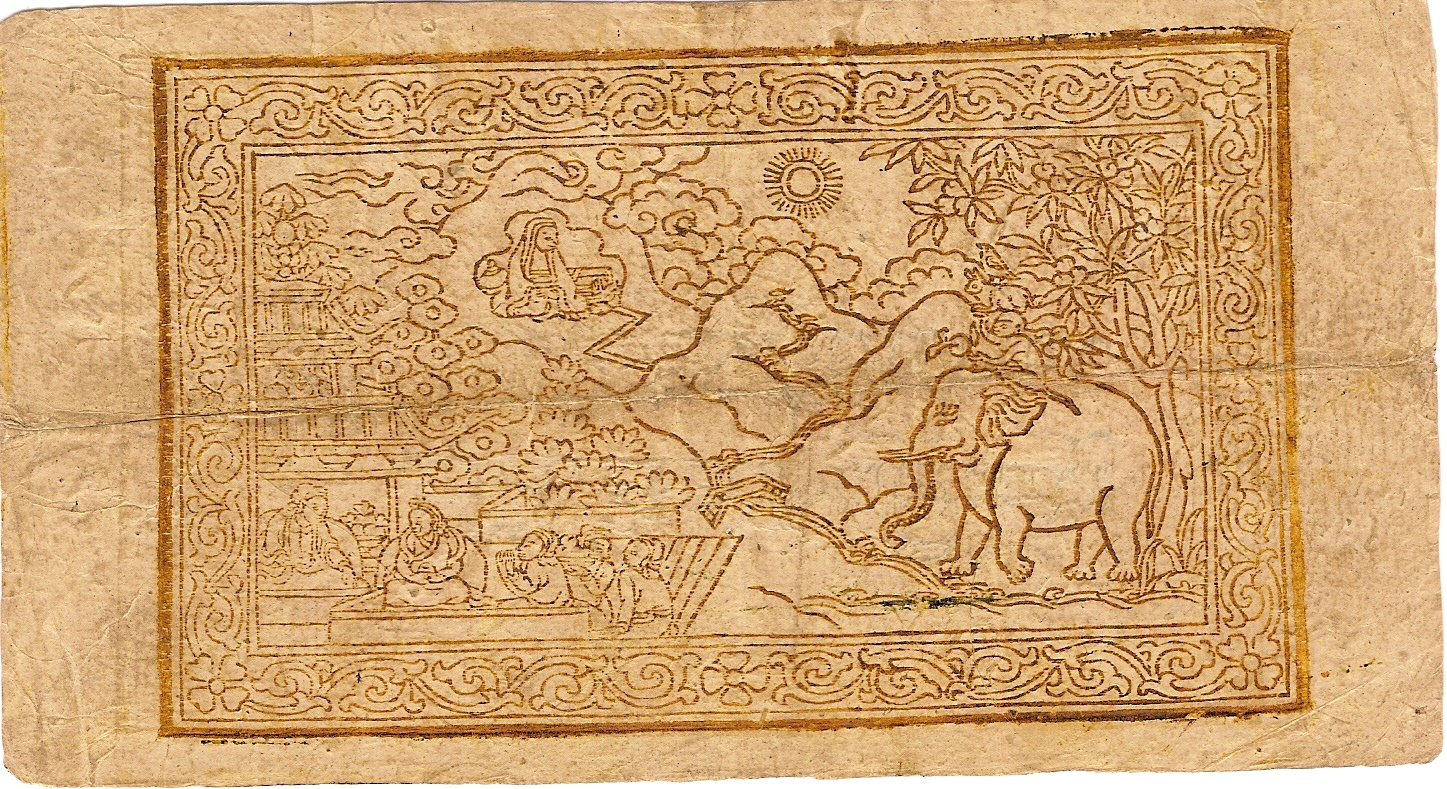
Un billet de banque de 25 tam, daté 1659 (= AD 1913) (verso)

Le treizième dalaï-lama, Thubten Gyatso, décide en 1912 de créer en complément des pièces de monnaie tibétaines une monnaie sur papier spécifique au Tibet.
A Drapchi, se trouvait le siège de la monnaie tibétaine.

## Historique
Les premiers billets de banque sont mis en circulation en 1912 après la déclaration d'indépendance. Thubten Gyatso met en place une réserve d'or, ayant valeur de garantie, afin d'engager l'émission de papier monnaie. En 1925, la première banque tibétaine entreposera trois cents lingots à Lhassa dans le palais du Potala.
Ces billets resteront en usage jusqu'au remplacement de la monnaie tibétaine par la monnaie chinoise en 1959,.
Selon Barry Sautman, durant la période où le gouvernement de Lhassa émit de la monnaie, les gouvernements de la plupart des provinces chinoises, voire certains comtés, firent de même. La plupart des provinces chinoises avaient déclaré leur indépendance, soit sous la dictature de Yuan Shikai (1912-1916), soit sous les seigneurs de la guerre (1916-1927). Nombre de ces provinces ne devaient se retrouver sous le contrôle du gouvernement central qu'en 1949, à peu près au même moment que le Tibet. Des monnaies sont parfois émises par des territoires dont les dirigeants veulent qu'ils soient reconnus comme États et croient que les gouvernements étrangers seront impressionnés par ces pseudo-indicateurs d'indépendance – même s'ils ne le sont que rarement.
Tsarong Dzasa était une personnalité éminente dans les affaires économiques du Tibet dans les années 1930 et 1940. Suite la mort du 13e Dalaï Lama en 1933, Tsarong a été nommé chef du département de l'Arsenal et de la Monnaie, le Gra bshi DNul Khang. Ce département a concerné de nombreuses de fonctions, y compris l'amélioration de la qualité de la monnaie en billet. En 1947, Dzasa avec les ministres Trunyichemmo Cawtang et Tsipon Shakabpa ont mené la Mission de commerce tibétain de la monnaie, cherchant à fortifier la monnaie du Tibet et à augmenter des réserves d'or contre la monnaie.

## Impression des billets
Les premiers billets seraient fabriqués avec l'écorce du Shog phing, arbre du district de Kemdong de la région du Dakpo. Ce papier résiste aussi bien aux insectes qu'à l'humidité. Les encres utilisées sont importées de l'Inde pour les premiers billets les 5 tam. C'est uniquement en 1926 qu'apparaissent des plaques métalliques gravées, spécifiques à chaque couleur.
L'imprimerie du Trabshi Lotru Kung, fermée en 1910 lors de l'entrée de l'armée impériale au Tibet, imprime les premières coupures en 1912. 
Heinrich Harrer, qui résida à Lhassa de 1946 à 1951, indique dans son livre Sept ans d'aventures au Tibet le mode de fabrication de la monnaie tibétaine à cette époque. Le papier sur lequel est imprimé les billets est de fabrication locale. Il est filigrané et résistant. Les chiffres sont dessinés à la main, une grande habileté est requise à cette fin, aucun faussaire n'ayant pu réaliser une contrefaçon.

## Principales coupures
Le département de la Monnaie du gouvernement du Tibet a émis différentes coupures pendant la période de l'indépendance de facto vis-à-vis de la Chine.
En 1950, 5 srang équivalaient à une roupie indienne.
- 1912 : 5 et 10 tam
- 1913 : 15, 25 et 50 tam
- 1926 : 50 tam
- 1937 : 100 tam srang
- 1939 : 100 srang
- 1941 : 10 srang
- 1942 : 5 srang
- 1950 : 25 srang

Heinrich Harrer précise que l'unité le srang comprend dix cho, le cho étant lui-même divisé en dix karma.